# Nerviërsstraat
De Nerviërsstraat is een straat in de Belgische stad Leuven die de Jan-Pieter Minckelersstraat verbindt met de Vanden Tymplestraat. De naam verwijst naar de volksstam, de Nerviërs, die volgens stadsarchivaris Van Even ten westen van de Dijle gevestigd waren. Oorspronkelijk was deze straat een doodlopende gang die bijgevolg Nerviërsgang heette. Het is eerder toevallig dat net deze straat deze naam heeft gekregen.

## Zijstraten
- Jan-Pieter Minckelersstraat
- Strijdersstraat
- Weidestraat
- Vanden Tymplestraat